# Amnesia social
La amnesia social es un olvido colectivo de un grupo de personas. El concepto se cita a menudo en relación con la beca de Russell Jacoby de la década de 1970. La amnesia social puede ser el resultado de la " represión forzada " de los recuerdos, la ignorancia , las circunstancias cambiantes o el olvido que surge de los intereses cambiantes. La protesta, el folklore, la "memoria local" y la nostalgia colectiva son fuerzas contrarias que combaten la amnesia social.
La amnesia social es un tema de discusión en psicología y entre algunos activistas políticos . En los Estados Unidos, se dice que la amnesia social refleja "la tendencia de la penología estadounidense a ignorar la historia y los precedentes al responder al presente o informar el futuro ... las ideas descartadas se vuelven a empaquetar; mientras tanto, las expectativas para estas prácticas siguen siendo las mismas. " 
Los ataques de amnesia social después de períodos difíciles a veces pueden encubrir el pasado, y los recuerdos que se desvanecen pueden hacer que las mitologías trasciendan al mantenerlos "impermeables al desafío".
El historiador Guy Beiner optó por usar el término olvido social y ha demostrado que bajo escrutinio esto rara vez es una condición de olvido colectivo total, sino más bien una dinámica más compleja de tensiones entre el olvido público y la persistencia de recuerdos privados, que a veces pueden resurgir y recibir reconocimiento y en otros momentos son suprimidos y ocultos.

## En Biología
Otro significado de la amnesia social se ha estudiado en biología entre ratones cuyo sentido del olfato es el principal medio de interacción social.  Se ve afectada por la oxitocina, y se dice que los ratones sin el gen para producir esa proteína cerebral sufren de "amnesia social" y una incapacidad para reconocer a los ratones "familiares".  El papel de la oxitocina en la amígdala en También se ha investigado la posibilidad de facilitar el reconocimiento y la vinculación social, así como la forma en que los antagonistas de los receptores de oxitocina pueden inducir amnesia social.

## Literatura relacionada
- Jacoby Russell Social Amnesia, Una crítica de la psicología conformista de Adler a Laing Boston: Beacon Press
- Guy Beiner (2018). Recuerdo olvidadizo: olvido social e historiografía vernácula. Oxford: Oxford University Press. ISBN 9780198749356.

- Datos: Q7550918